# Mikel Antía
Mikel Antía Mendiaraz (San Sebastián, Guipúzcoa, 13 de febrero de 1973) es un exfutbolista y entrenador español que se desempeñaba como defensa.

## Trayectoria
Es un exjugador del Real Madrid, Celta, Valladolid,Sporting de Braga, Real Unión y Real Sociedad, Numancia y Elche, entre otros. Se retiró en 2006 como jugador del Real Unión de Irún.
En 2011, firma con el Real Unión como ayudante de Roberto Olabe, pero al término de la temporada 2011-12 no continuarían en el cuerpo técnico del equipo de Irún.
En 2012, se vincula a la Academia Aspire de Catar, en la que trabaja junto a Roberto Olabe durante cuatro años.
En junio de 2016, se convierte en el entrenador ayudante de Rafa Benítez en el Newcastle United Football Club. Mikel jugó bajo las órdenes de Rafa Benítez en el filial del equipo blanco en 1993 y dos años después en el club blanquivioleta. Antía tendrá la misión de ser el enlace entre Benítez y la plantilla. Antía sustituye en el cargo de técnico asistente al italiano Fabio Pecchia, que se ha comprometido con el Hellas Verona, que ha descendido a la Serie B del Calcio.

## Clubes como jugador
| Club                    | País     | Año       | Partidos | Goles |
| ----------------------- | -------- | --------- | -------- | ----- |
| Real Madrid "B"         | España   | 1992-1994 | 73       | 0     |
| R. C. Celta de Vigo     | España   | 1994-1995 | 0        | 0     |
| Real Valladolid C. F.   | España   | 1995-1997 | 62       | 0     |
| Real Sociedad de Fútbol | España   | 1997-2000 | 57       | 2     |
| C. D. Numancia de Soria | España   | 2001      | 19       | 0     |
| Elche C. F.             | España   | 2002      | 13       | 0     |
| Braga                   | Portugal | 2002-2003 | 18       | 1     |
| S. D. Ponferradina      | España   | 2003-2004 | 34       | 2     |
| Real Unión Club         | España   | 2004-2006 | 59       | 1     |

## Clubes como entrenador
| Club                                                | País           | Año       |
| --------------------------------------------------- | -------------- | --------- |
| Real Unión (Segundo entrenador)                     | España         | 2011      |
| U.D. Almería (Segundo entrenador)                   | España         | 2011-2012 |
| Academia Aspire de Catar                            | Catar          | 2012-2016 |
| Newcastle United Football Club (Segundo entrenador) | Inglaterra     | 2016-2018 |
| Dalian Pro (Segundo entrenador)                     | China          | 2018-2020 |
| Charlotte FC (Segundo entrenador)                   | Estados Unidos | 2021-2022 |